# 劉栄
劉 栄（りゅう えい、? - 紀元前147年）は、前漢景帝の長男である。一時皇太子に立てられ、生母の姓にちなんで栗太子とも呼ばれる。
生母は栗姫であり、同母弟に河間献王の劉徳と臨江哀王の劉閼于がいる。また後に武帝として即位する劉徹は異母弟にあたる。

## 略歴
紀元前153年、景帝は劉栄を皇太子とした。だが生母の栗姫は、館陶公主の劉嫖（景帝の同母姉で、劉栄の伯母）と犬猿の仲であり、公主は王夫人が産んだ劉徹を太子に推した。また栗姫自身にも不遜な言動が多く見られたことが祟って、紀元前150年冬に劉栄は太子から臨江王に降格され、彼に代わって弟の劉徹が太子となった。生母の栗姫も景帝によって遠ざけられ、憂鬱の末に病死した。
紀元前147年、劉栄は国家社稷に用いるための土地に独断で宮殿を建てるという罪を犯して都に召還され、酷吏として知られる中尉（首都警備長官）の郅都によって取り調べられた。臨江王は都に向かう前に、その途中で道祖神を祀り、それが終えて馬車に乗る時に突然その車軸が折れたという。これを見た江陵の長老たちは涙を流し「われらが王は二度と帰らないであろう」と言った。
臨江王は弁明書を書くための刀筆を要求したが、郅都は与えなかった。魏其侯の竇嬰（景帝の母・竇太后の族子）は臨江王の皇太子時代の傅役であったために、他の者を通じ刀筆を秘かに手渡した。郅都の厳しい取り調べに耐えられなくなった臨江王は弁明を記し終わると渡された刀で自決した。
孫の非業の死を知った竇太后は激怒して、郅都を罪に陥れて処刑しょうとした。景帝は郅都を忠臣と言って庇い、彼を雁門太守に転任させ匈奴に備えさせる任に就かせることで事態の終結を図ったが、竇太后は「郅都を忠臣であると言い張るなら、（彼によって死に追い込まれた）臨江王（劉栄）は忠臣ではなかったとでも言うのか？」と問い詰めた。竇太后の干渉によって郅都はついに処刑された。
劉栄には嗣子がなく、臨江国は廃されて南郡に改称された。諡号は臨江閔王である。